# 山上トモ
山上 トモ（やまがみ とも、1977年3月21日 - )は、日本のナレーター。旧名、山上 智（読みは同じ）。
大阪府堺市出身。 

## 人物
- TBS「ゲンセキ」で、ヒップホップナレーションでデビュー[1]。近年はドキュメンタリー番組も担当。
- ボイスサンプルスタジオスタジオバーズ主任クリエイター[2]、ナレータースクールスクールバーズ[3]講師も務める。
- 2018年にバーズを退社、10月には自身のMAである「ごりっぱスタジオ」を設立。2019年1月1日ででベルベットを退所して、フリーとなる。

## 出演作品

### TVナレーション
- めざせ!2020年のオリンピアン／パラリンピアン〜東京五輪の原石たち〜→めざせ!オリンピアン（NHK総合テレビジョン / NHK BS1）
- ポケモンの家あつまる?（テレビ東京）
- 電気・ガス・水道料金ゼロ テンダーの想い（鹿児島テレビ）（FNSドキュメンタリー大賞2015年特別賞）
- 表参道MODE(テレビ東京）
- 奇跡ゲッター ブットバース!!（テレビ東京）
- 史上空前!! 笑いの祭典 ザ・ドリームマッチ（TBSテレビ）
- オビラジR（TBSテレビ）
- 撮りッたがり決死隊 トッターマンDS（TBSテレビ）
- 10カラット（TBSテレビ）
- ゲンセキ（TBSテレビ）
- MLB主義（TBSテレビ）
- お笑いメリーゴーランド（TBSテレビ）
- お笑いDynamite!（TBSテレビ）

### CM
- タカラトミー チョロQハイブリッド!